# 穆埃卡泰區
14°53′20″S 39°38′02″E / 14.889°S 39.634°E
穆埃卡泰區（葡萄牙語：Muecate），是莫桑比克的行政區，位於該國東北部，由楠普拉省負責管轄，首府設於穆埃卡泰，面積4,075平方公里，2007年人口93,906，人口密度每平方公里23人。